# Eda Glasbruk
Eda Glasbruk – miejscowość (tätort) w Szwecji, w regionie administracyjnym (län) Värmland, w gminie Eda.
Według danych Szwedzkiego Urzędu Statystycznego liczba ludności wyniosła: 215 (31 grudnia 2015), 220 (31 grudnia 2018) i 216 (31 grudnia 2019).